# 韋斯特伍德 (肯塔基州傑佛遜縣)
韋斯特伍德（英語：Westwood）是一個位於美國肯塔基州傑佛遜縣的城市。

## 地方資料
根據2020年美國人口普查的數據，韋斯特伍德的面積為0.31平方千米，當中陸地面積為0.31平方千米，而水域面積為0.00平方千米。當地共有人口571人，而人口密度為每平方千米1,841.94人。